# Dampierre-en-Graçay
Dampierre-en-Graçay is een gemeente in het Franse departement Cher (regio Centre-Val de Loire) en telt 225 inwoners (1999). De plaats maakt deel uit van het arrondissement Vierzon.

## Geografie
De oppervlakte van Dampierre-en-Graçay bedraagt 9,3 km², de bevolkingsdichtheid is 24,2 inwoners per km².
De onderstaande kaart toont de ligging van Dampierre-en-Graçay met de belangrijkste infrastructuur en aangrenzende gemeenten.

## Demografie
Onderstaande figuur toont het verloop van het inwonertal (bron: INSEE-tellingen).